# Luis Donaldo Colosio Murrieta, Pichucalco
Luis Donaldo Colosio Murrieta är en ort i Mexiko.   Den ligger i kommunen Pichucalco och delstaten Chiapas, i den sydöstra delen av landet, 700 km öster om huvudstaden Mexico City. Luis Donaldo Colosio Murrieta ligger 52 meter över havet och antalet invånare är 498.
Terrängen runt Luis Donaldo Colosio Murrieta är kuperad söderut, men norrut är den platt. Runt Luis Donaldo Colosio Murrieta är det ganska tätbefolkat, med 108 invånare per kvadratkilometer. Närmaste större samhälle är Pichucalco, 9,2 km sydväst om Luis Donaldo Colosio Murrieta. Trakten runt Luis Donaldo Colosio Murrieta består till största delen av jordbruksmark.